# Il caso Belle Steiner
Il caso Belle Steiner (Belle) è un film del 2024 diretto da Benoît Jacquot, con protagonisti Guillaume Canet e Charlotte Gainsbourg, tratto dal romanzo La morte di Belle di Georges Simenon.
Mentre l'azione del romanzo di Simenon si svolge negli Stati Uniti degli anni '50, quella del film di Jacquot si svolge nella Francia contemporanea.

## Trama
La vita di Pierre, insegnante di provincia felicemente sposato, viene stravolta quando Belle, la figlia di un'amica della moglie Cléa che la coppia si è offerta di ospitare, viene trovata morta in casa sua. Risultando essere l'unica persona in casa al momento del decesso della giovane, Pierre diventa il principale sospettato.

## Distribuzione
Il film non è stato distribuito in Francia a causa delle accuse di molestie sessuali su minori rivolte al regista. È stato presentato in anteprima al Festival Internazionale del cinema di Fort Lauderdale il 3 novembre 2024, venendo distribuito nelle sale cinematografiche italiane (primo Paese al mondo) da Europictures a partire dal 13 marzo 2025.

## Critica
In Italia il film ha avuto generalmente recensioni positive. Su Sentieri selvaggi, il critico Mario Turco scrive che "Benoît Jacquot dimostra di cogliere la (non tanto) segretezza del quid di uno degli scrittori più amati dal cinema", mentre su Coming Soon la giornalista Daniela Catelli dice che "Il caso Belle Steiner è un film bizzarro ed enigmatico, ma tutt'altro che privo di fascino, se non altro per il suo coraggio di essere scarno ed essenziale, suscitando più interrogativi"